# Az amerikai 3. gyaloghadosztály emlékműve
Az amerikai 3. gyaloghadosztály emlékműve (Third Infantry Division Memorial) az Arlingtoni Nemzeti Temetőben áll.
Az emlékmű felállítását George H. W. Bush amerikai elnök hagyta jóvá 1988. szeptember 29-én, majd 1990. augusztus 15-én leplezte le. A kilenctonnás gránitobeliszket a Kanadai kereszt, a Challenger és a Columbia űrrepülőgép emlékműve, valamint az Emlékamfiteátrum közelében állították fel. Az emlékmű előtt elhelyezett tábla azokat a csatákat sorolja fel, amelyekben az egység részt vett. A közelben nyugszik a hadosztály Medal of Honorral kitüntetett egykori katonája, Audie Murphy őrnagy.

## Történelmi háttér
Az Amerikai Egyesült Államok Hadserege 1917. november 21-én, hét hónappal az első világháborúba való belépés után hozta létre az észak-karolinai Camp Greene-ben a 3. gyaloghadosztályt. 1918. márciusban az alakulat valamennyi egysége megérkezett Franciaországba, és májusban bekapcsolódott a harcokba. A hadosztály 1918. július 15-én kitüntette magát a Château-Thierry közelében folyó harcokban, kiérdemelve ezzel a Marne sziklája megnevezést.
A második világháborúban a hadosztály négy partraszállásban és számos ütközetben vett részt Észak-Afrikában, Olaszországban, Franciaországban, Ausztriában és Németországban. A koreai háborúban is fontos szerepet játszott a déli országrész védelmében. 1957-ben a 3. gyaloghadosztály, a NATO részeként, Németországba települt.
A hadosztály 24 hadjáratban vett részt, ezek közül tíz a második világháborúban volt. A koreai háború befejezéséig az alakulat 11 119 katonája esett el, 39 469 megsebesült, 1537 eltűnt.